# William Fraser
William Fraser (... – Francia, 20 agosto 1297) è stato un vescovo cattolico scozzese, vescovo di Saint-Andrews e Guardiano di Scozia.
Prima di essere consacrato vescovo, fu anche Cancelliere di Scozia sotto il re Alessandro III di Scozia e decano di Glasgow.
Fraser fu una delle principali figure politiche del Regno di Scozia durante la crisi emersa dopo la morte di Alessandro III. Il re infatti morì senza lasciare eredi, ma la moglie Iolanda di Dreux aspettava un bambino quando il marito spirò, così nel 1290 fu uno dei sei guardiani di Scozia, che avrebbero dovuto governare il regno fino alla nascita del nuovo erede. Questo però morì prima di nascere, così i guardiani di Scozia elessero Margherita di Scozia bisnipote di Alessandro III come regina, ma questa morì prima di venire incoronata e iniziò il primo interregno dei guardiani che tennero il potere fino all'elezione di Giovanni di Scozia, pronipote di Davide I di Scozia che salì al trono grazie all'appoggio di Edoardo I d'Inghilterra; vista la debolezza del regno di Giovanni, Fraser rimase uno dei principali esponenti politici scozzesi.
Nel 1295 Fraser fu inviato in Francia per rappresentare il re di Scozia nel tentativo di stringere un'alleanza con i francesi, cosa che poi causò l'invasione della Scozia da parte del re Edoardo I; Fraser non tornò quindi in Scozia e trascorse i suoi due ultimi anni di vita in Francia, morendo il 20 agosto 1297.
Fu sepolto nella chiesa dei "Frati predicatori" a Parigi. Il suo cuore tornò poi a Saint Andrews e fu sepolto nella parete della chiesa dal suo successore, William de Lamberton.

## Genealogia episcopale
La genealogia episcopale è:
- Papa Niccolò III
- Vescovo William Fraser